# كبش وسطي (الرقة)
كبش وسطي قرية سورية تتبع ناحية مركز الرقة في منطقة مركز الرقة في محافظة الرقة. بلغ عدد سكانها 383 نسمة في عام 2004 حسب إحصاء المكتب المركزي للإحصاء.